# Linia kolejowa 116 Vásárosnamény – Nyíregyháza
Linia kolejowa Vásárosnamény – Nyíregyháza – linia kolejowa na Węgrzech. Jest to linia jednotorowa, w całości niezelektryfikowana. Łączy Vásárosnamény z Nyíregyháza. 

## Historia
Linia została 13 grudnia 1904 roku.